# Stars Hollow
Stars Hollow er en fiktiv by med en population på 9.973 og er beliggende i Connecticut, USA. Byen figurerer i tv-serien Gilmore Girls.

## Byen
I byens centrum findes et bytorv udformet som et kvadratisk græsstykke. Omkring den ligger byens fire hovedgader, hvor blandt andet Luke's Diner, Doose's Market, Miss Patty's Dance Studio, Stars Hollow Books, Al's Pancake World (som dog ikke længere sælger pandekager, men forskellige udenlandske retter), Stars Hollow Music og Kim's Antiques.

## Historie
Stars Hollow blev grundlagt i 1779. Der findes forskellige legender om, hvordan byen fik sit navn, men den mest accepterede er historien om to unge elskende, der ikke kunne få hinanden. På et tidspunkt indtraf dog et fænomen med stjerner inkluderet. Disse stjerner ledte de to elskende sammen  til det sted, hvor bymidten er i dag. Denne begivenhed fejres hvert år med Lysfestivalen, hvilket både blev vist i et afsnit af sæson 1 og 4.
På et tidspunkt i Stars Hollows historie skulle et slag have været udkæmpet i byen. Det blev dog kun til at 12 mænd stod afventende på modstandstropperne, som aldrig kom. Dette slag bliver hvert år genopført af folk fra byen (vist i et afsnit af sæson 1 og 5. I den sidstnævnte bliver der desuden fortalt, at der på den tid var en prostitueret i byen, der var sammen med den britiske general for at forsinke tropperne).